# 1. Wiener Arbeiter Fußballklub
L'1. Wiener Arbeiter Fußballklub fu una società calcistica austriaca della città di Vienna, fondata nel maggio 1898.
L'8 gennaio 1899 cambiò nome, divenendo "Sportclub Rapid".

## Storia
La prima attestazione dell'esistenza del club si trova in un articolo del Neues Wiener Abendblatt datato 5 maggio 1898. I giocatori-fondatori, di alcuni dei quali non si conosce il nome completo, furono il capitano J. Kailich, Bieringer, Imhof, A. Kailich, Finzl, Grasser, Feldmüller, Kellner, Tar, Karl Schediwy, R. Wallisch, Jurzek, Weiss, Engelhardt, Mathes, Patek, Eisenwagen, Goldschmidt, Clemens, Siebenschein, J. Bock, K. Bock, Otto e Karmel. Il sig. Wiener, proprietario di una fonderia nel distretto di Ottakring, è il primo presidente della società. La divisa è rossa e blu e tale resterà fino al 1905. Il campo di gioco è lo Schmelzer Exerzierfeld che sarà anche teatro delle prime sfide del Rapid.
La squadra disputò la sua prima amichevole contro il Vorwärts, pareggiando 1-1. Poco dopo, il 25 settembre, la partecipazione al Torneo del Giubileo - indetto per celebrare i 50 anni di regno dell'imperatore Francesco Giuseppe I - portò alla prima partita ufficiale della storia del club, contro il Wiener AC, una sconfitta per 0-1. Il regolamento del torneo prevedeva sfide della durata di 20 minuti. sul campo dell'Hohe Warte. I rosso-blu persero anche contro il First Vienna (0-4) e contro la formazione riserve del Wiener AC (0-3 e 0-4), concludendo il torneo senza nemmeno un gol all'attivo.
Il 25 settembre l'Arbeiter subì una sconfitta per 17-0 dal Victoria Vienna; il 9 ottobre, perdendo per 0-20 dal Wiener AC, fece registrare la sconfitta più pesante della sua breve storia. In tutto, l'Arbeiter non riuscì a vincere nessuna partita, pareggiando 5 volte e perdendo in 8 occasioni, mise a segno un totale di 9 reti e ne subì complessivamente 87.
L'ultima partita disputata come 1. Wiener Arbeiter Fußballklub fu il 24 dicembre 1898, contro il Wiener AC, una sconfitta per 0-12. L'8 gennaio 1899 la squadra cambia denominazione in Sportclub Rapid.
I risultati dell'Arbeiter sono considerati come parte della stagione 1898-1899 del club.